# Polonia 2050
Polonia 2050 (in polacco: Polska 2050) è un partito politico polacco di orientamento ambientalista fondato nel 2020 dal giornalista e conduttore TV Szymon Hołownia dopo la sua campagna elettorale per le elezioni presidenziali in Polonia del 2020.

## Storia
Nel novembre 2020, dopo essersi registrato ufficialmente come partito, ha ottenuto il suo primo parlamentare al Sejm: Hanna Gill-Piątek, proveniente da Primavera. Durante i suoi primi mesi, nei sondaggi d'opinione Polonia 2050 ha ottenuto tra il 10 e il 20 percento, il che lo ha reso il terzo partito più popolare in Polonia. Alla fine dell'anno, la Gill-Piątek è diventata la vicepresidente del partito.
Nel gennaio 2021, il partito ha ottenuto un altro parlamentare al Sejm (Joanna Mucha) e il suo primo senatore (Jacek Bury). Entrambi questi membri inizialmente erano membri di Piattaforma Civica, che era il principale partito della Coalizione Civica. Nel febbraio 2021, un altro membro della Coalizione Civica (Paulina Hennig-Kloska di Moderno) entra in Polonia 2050. Ciò ha permesso al movimento di creare il proprio gruppo parlamentare.
Nella primavera del 2023 ha stretto un'alleanza coi partiti della Coalizione Polacca, guidati dal PSL, che ha assunto la denominazione di Terza Via, per partecipare alle elezioni del medesimo anno.

## Programma
In economia, il partito si pone diversi obiettivi: la necessità di cercare di far crescere il prodotto interno lordo, promuovere l'imprenditorialità, vincere la sfida della digitalizzazione, sia nel cogliere le nuove opportunità (innovazione) che nel respingere le minacce informatiche (cybersecurity); inoltre nel loro programma si afferma la volontà di arrivare alla carbon neutrality entro il 2050 e abbandonare il carbone con piani a lungo termine per i minatori e per la Slesia, in quanto la Polonia secondo il partito, dovrebbe aiutare a ricostruire l'economia globale sulla base di uno sviluppo sostenibile, difendere le aziende polacche in tutto il mondo e in particolare nell'UE, rafforzare la posizione della Polonia nella catena di produzione globale, sostenere l'industria della difesa, promuovere il trasporto ferroviario, gli investimenti e il finanziamento di esso, soprattutto per i collegamenti interurbani più piccoli, in modo che le ferrovie possano essere un'alternativa valida alle vie stradali e alle vie aeree, aumentare la spesa pubblica per le investimenti in sanità, proteggere gli organi di controllo del governo aumentando la trasparenza, avviare il risanamento delle finanze pubbliche.
L'Unione Europea è vista come "l'alleanza più importante" per la Polonia, per questo il partito mette tra le priorità ricostruire il Triangolo di Weimar con Germania e Francia, con l'intento di diventare una delle nazioni cardine dell'UE.